# Sibelius (software)
Sibelius è un programma notazionale per l'editing digitale di spartiti musicali, creato da Sibelius Software nel 1993. Gira su piattaforma Microsoft Windows, macOS e RISC OS. Sibelius è uno dei programmi notazionali più popolari e, così come il suo maggior rivale, Finale, è ampiamente utilizzato per l'editing e la pubblicazione di spartiti a livello professionale e didattico.

## Il nome
Il nome è dedicato al compositore finlandese Jean Sibelius. È stata avanzata l'ipotesi che la scelta del nome dipenda anche dal cognome degli sviluppatori (Finn in inglese significa finlandese, la nazionalità di Jean Sibelius), che sostengono invece di non ricordare la ragione del nome. Il nome originale della versione Acorn era Sibelius 7, alludendo alla sinfonia no. 7 di Sibelius, ma tale numero venne rimosso nelle versioni per Windows e Mac, che indicavano invece il numero di versione.

## Storia
Il software è stato sviluppato a partire dal 1986, ad opera dei gemelli Ben e Jonathan Finn, ed è stato distribuito per la prima volta nel 1993 per PC Acorn Archimedes e RISC OS.
Sibelius conquistò presto il mercato inglese, divenendo il più noto software per Acorn. Si diffuse limitatamente all'estero, dove i computer Acorn non godevano di grande diffusione, mentre nelle scuole del Regno Unito ebbero grande successo le versioni lite, grazie anche all'utilizzo diffuso di macchine Acorn.
Nel 1998 e 1999 sono state distribuite le versioni per Windows e Mac. Il software è stato completamente riscritto in C++, e la diffusione su PC standard aprì a Sibelius un vastissimo mercato su scala planetaria.
Una versione migliorata, Sibelius 2, è stata distribuita nel 2001, seguita due anni dopo da Sibelius 3, che introduceva la possibilità di creare file audio e CD. Due anni dopo venne distribuito Sibelius 4, con una interfaccia grafica rinnovata e nuove caratteristiche, come la possibilità di creare musica sincronizzata con i video. Sibelius 5 è stato distribuito l'8 giugno 2007 (l'aggiornamento alla 5.2.5 risale all'8 settembre 2008): tra le altre novità, ha introdotto il supporto per gli effetti VST, una libreria d'esempio (Sibelius Sounds Essentials) e la "visuale panoramica". L'ultima versione del software, la 6.0, è stata distribuita il 19 maggio 2009. Fra le novità di Sibelius 6 vi è il Magnetic Layout (che posiziona automaticamente gli oggetti) ed il controllo di versione (che permette di vedere le modifiche fra le diverse versioni di uno spartito).
Il principale rivale di Sibelius è sempre stato il software Finale. La Sibelius Software afferma di avere superato Finale sul piano delle vendite verso il 2000.

## Utenti
Il primo utente in assoluto di Sibelius fu il compositore Richard Emsley, che se ne servì prima del rilascio pubblico e fornì consigli per migliorarne l'aspetto dal punto di vista musicale. Il primo spartito pubblicato con Sibelius fu "Antara", di George Benjamin, pubblicato da Faber Music.
Sibelius è utilizzato in ambito professionale, didattico e amatoriale da centinaia di migliaia di utenti nel mondo. Si servono di Sibelius compositori quali Harry Gregson-Williams, Lalo Schifrin, Alf Clausen, Howard Goodall, Michael Tilson-Thomas, Steve Reich, Jamie Cullum.
Il programma è impiegato anche dalla Hal Leonard Corporation, una delle maggiori case editrici di spartiti, e in prestigiose scuole come la Royal Academy of Music, il Trinity College of Music e molti altri istituti nel mondo.

## Caratteristiche
La funzione principale del software è quella di scrivere e modificare spartiti musicali. Supporta virtualmente tutti i tipi di notazione musicale, permettendo produzioni di qualità da pubblicazione anche degli spartiti più complessi (come la moderna musica per orchestra). Il software supporta il MIDI e consente inoltre di riprodurre o masterizzare in un CD audio la musica. Con l'ausilio di un software di terze parti, Photoscore, è possibile acquisire gli spartiti direttamente da scanner o da file pdf. Il plugin Scorch consente di visualizzare spartiti digitali nel web browser.
La versione 5 del programma, all'apertura del software, riproduce un passaggio della sinfonia no. 3 di Jean Sibelius, l'introduzione del terzo movimento. Le varie versioni del software hanno utilizzato passaggi sempre diversi delle sinfonie di Sibelius.
Sibelius è stato rilasciato anche in versioni alleggerite e con meno funzionalità: Sibelius 7 Student, Sibelius 6 e Junior Sibelius per Acorn, Sibelius Student e Sibelius First per Mac e Windows. Esiste una versione del software per chitarristi, chiamata G7, che tuttavia non viene aggiornata da anni.
Mediante un programma di terze parti, Neutraton Photoscore, è possibile importare spartiti dallo scanner o da file PDF direttamente su Sibelius. Sibelius include una versione lite di Photoscore. Un altro programma di terze parti, AudioScore, consente di trasformare musica vocale o suonata in spartiti.

## SibeliusMusic.com
SibeliusMusic.com è un sito web che permette ai compositori di caricare spartiti creati con Sibelius, che possono essere liberamente visti, riprodotti, stampati o acquistati, a seconda che siano gratuiti o commerciali.  Il sito contiene oltre 90 000 spartiti, molti più d'ogni altro sito web. Esiste un plugin per i browser web, Sibelius Scorch, che permette di pubblicare gli spartiti su Internet.